# Stadion im. Sebastiana Karpiniuka w Kołobrzegu
Miejski Stadion Piłkarski im. Sebastiana Karpiniuka – stadion piłkarski w Kołobrzegu, zlokalizowany przy ulicy Śliwińskiego 10. Domowy obiekt Kotwicy Kołobrzeg. Posiada dwie zadaszone trybuny o łącznej pojemności 3014 miejsc siedzących oraz sztuczne oświetlenie o natężeniu 1400 luksów. Wraz z kołobrzeską infrastrukturą hotelową stanowił jedno z 21 polskich centrów pobytowych w trakcie Mistrzostw Europy 2012.
Pierwszy stadion sportowy przy ulicy Śliwińskiego otwarto w 1970 r. i od tego momentu - poza wymianą siedzisk - nie były na nim przeprowadzane większe prace remontowe. Posiadał on trybuny o pojemności około 2000 miejsc, z których 1071 było siedzących. Boisko piłkarskie miało wymiary 110 m x 70 m i nie było oświetlone.
Dokumentację projektową kompleksowej przebudowy obiektu ukończono w grudniu 2008 r. Zakładano, że prace na stadionie rozpoczną się wiosną 2009 r. Projekt budowlano-wykonawczy zatwierdzono w maju 2009 r. W tym czasie prezydent Kołobrzegu, Janusz Gromek, podpisał z marszałkiem województwa zachodniopomorskiego umowę na dofinansowanie inwestycji środkami unijnymi w wysokości 13 milionów złotych. Obok stadionu wybudowano również budynki socjalne, boisko treningowe, skatepark i ścianę wspinaczkową, a także przebudowano ulicę Śliwińskiego wraz ze skrzyżowaniami. W wyniku braku możliwości etapowania przebudowy stadionu i gry na jego płycie głównej, co skutkowałoby koniecznością gry w innych miejscowościach, Kotwica Kołobrzeg - mimo zajęcia w sezonie 2008/09 6. miejsca w II lidze - zrezygnowała z możliwości gry na tym samym poziomie ligowym w kolejnym sezonie i zgłosiła się do rozgrywek III ligi. Ostatni mecz przed rozpoczęciem przebudowy Kotwica rozegrała 12 września 2009 przeciwko Gryfowi 95 Słupsk.

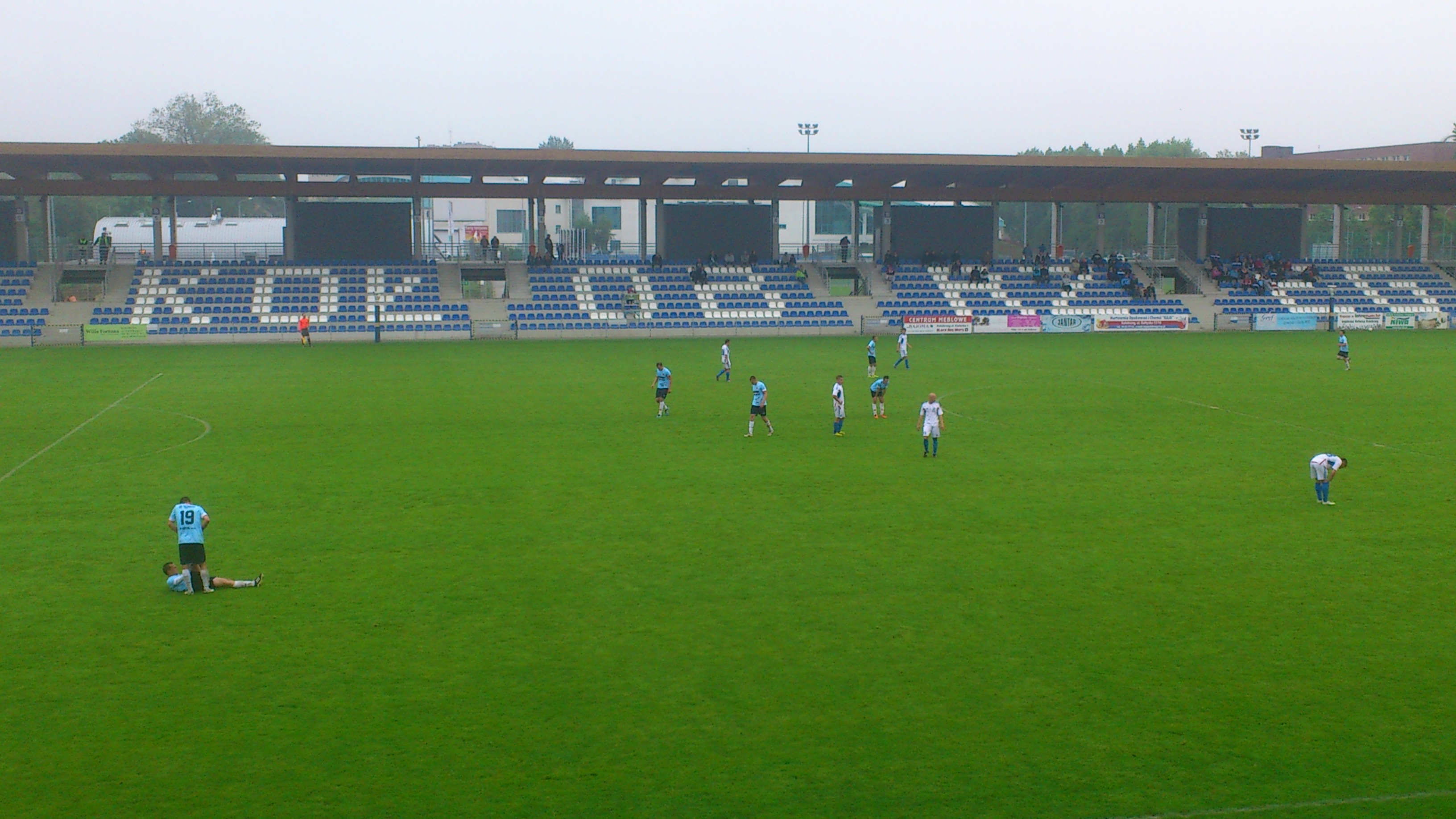
Mecz Kotwica Kołobrzeg – Polonia Gdańsk 0:0 na stadionie w Kołobrzegu, 1 czerwca 2013

W kwietniu 2010 r., po katastrofie polskiego Tu-154 w Smoleńsku, Rada Miasta Kołobrzeg podjęła uchwałę w sprawie nadania stadionowi imienia Sebastiana Karpiniuka.
Ostatecznie prace na stadionie zostały zakończone 25 maja 2011, a całkowity koszt przebudowy wyniósł 23,5 miliona złotych. Pierwsze spotkanie po przebudowie stadionu rozegrano - przy komplecie publiczności - 26 maja 2011, pomiędzy piłkarskimi reprezentacjami do lat 19 Polski i Włoch, w ramach eliminacji do Mistrzostw Europy U-19 w 2011 r., zakończonego zwycięstwem Włochów 3:1. 29 maja 2011, w ramach tych samych rozgrywek, Włochy uległy tutaj Irlandii 0:3. Obiekt został oficjalnie otwarty 3 czerwca 2011 towarzyskim spotkaniem pomiędzy Kotwicą Kołobrzeg, a Lechem Poznań, zakończonym remisem 1:1.